# كارل هاغلوند
كارل هاغلوند هو منافس ألعاب قوى سويدي، ولد في 24 سبتمبر 1890، وتوفي في 5 نوفمبر 1971.

## وصلات خارجية
- كارل هاغلوند على موقع أوليمبيديا (الإنجليزية)
- كارل هاغلوند على موقع اللجنة الأولمبية السويدية (السويدية)